# Мо-цзи (китайський супутник)
Мо-Цзи (кит. трад. 墨子) — перший супутник в світі, призначений для квантової передачі інформації на Землю. Створений в Китаї і названий на честь давньокитайського філософа Мо-цзи.

## Запуск
Запуск був проведений 16 серпня 2016 о 01:40 за пекінським часом (15 серпня 2016 о 19:40 за київським часом) з космодрому  Цзюцюань в пустелі Гобі (північно-західна провінція Ґаньсу) за допомогою ракети-носія «Чанчжен-2D». В ході даної місії також були запущені ще два супутники: розроблений Академією наук Китаю супутник для наукових експериментів з розрідженою атмосферою «LiXing-1» (LX-1), а також невеликий іспанський супутник для наукових експериментів 6U-кубсат «Cat-2».

## Опис квантового експерименту
Використовуючи технологію квантової телепортації, дослідники збираються створювати пари заплутаних фотонів на наземній станції. Один фотон буде переданий на супутник, інший залишиться на землі. Потім вчені будуть змінювати квантовий стан частинки, яка залишилася на землі, наприклад, даючи їй обертатися за годинниковою стрілкою. Детектор на супутнику повинен буде перевіряти, чи відбувається така ж зміна обертання частинки одночасно з тією, яка залишилася на Землі.